# Colette Deréal
Colette Deréal, nome verdadeiro: Colette Denise de Glarélial, Saint-Cyr-l'École, Seine-et-Oise (hoje no atual departamento de Yvelines), França, 22 de setembro de 1927 - Mónaco, 12 de abril de 1988) foi uma atriz e cantora francesa.

## Festival Eurovisão da Canção 1961
Em 1961, Deréal representou o Mónaco no Festival Eurovisão da Canção 1961 que se realizou em Cannes, onde interpretou a canção "Allons, allons les enfants" (Vamos, vamos crianças"). Deréal terminou em 10.º lugar, empatada com as canções da Finlândia "Valoa ikkunassa" ("As luzes na janela") cantada por Laila Kinnunen e dos Países Baixos "Wat een dag" ("Que um dia), interpretada por Greetje Kauffeld, recebendo seis pontos.

## Filmografia

### Cinema
- 1949 : Au royaume des cieux de Julien Duvivier : Lucienne, a cantora
- 1950 : Caroline dans ses meubles, curta-metragem de Marco de Gastyne
- 1951 : Le Bagnard de Willy Rozier : Emma
- 1951 : Musique en tête de Georges Combret et Claude Orval : Gisèle
- 1951 : Boîte à vendre, court métrage de Claude-André Lalande
- 1952 : Cet âge est sans pitié de Marcel Blistène : Monique
- 1952 : Sergil chez les filles de Jacques Daroy
- 1953 : Le Petit Garçon perdu (Little Boy Lost) de George Seaton : Nelly
- 1953 : Cet homme est dangereux de Jean Sacha : Constance
- 1954 : Votre dévoué Blake de Jean Laviron : Stella
- 1956 : Trois de la Canebière de Maurice de Canonge : Francine
- 1957 : Trois de la marine de Maurice de Canonge : Patricia
- 1957 : La Route joyeuse (The Happy Road) de et avec Gene Kelly : Helene, la secrétaire d’Andrew
- 1957 : Ah ! Quelle équipe de Roland Quignon : Véra
- 1958 : Police judiciaire de Maurice de Canonge : Geneviève
- 1959 : La Belle et le tzigane de Jean Dréville et Marton Keleti : Gladys Welles
- 1959 : Les Motards de Jean Laviron : Wanda
- 1968 : Sous le signe du taureau de Gilles Grangier : Rolande

### Televisão
- 1958 : D'une Pierre deux Coups (Les Cinq Dernières Minutes, n° 2) de Claude Loursais : Jacqueline Carnoles
- 1958 : L'Habit fait le moine (Les Cinq Dernières Minutes, n° 5) de Claude Loursais : Éliane Bernet
- 1958 : Le Théâtre du Crime (Les Cinq Dernières Minutes, n° 6) de Claude Loursais : Éliane Bernet
- 1959 : Sans en avoir l'air (Les Cinq Dernières Minutes, n° 11) de Claude Loursais : Monika